# Lina Wolff
Pour les articles homonymes, voir Wolff.
Lina Wolff, née le 22 octobre 1973 à Lund, en Suède, est une romancière et traductrice suédoise. Elle a notamment remportée le prix August en 2016 avec son roman Les Amants polyglottes (De polyglotta älskarna).

## Biographie
Lina Wolff naît à Lund en 1973. Elle est la fille de la psychologue Eva Christina Wolff et du physicien Mikael Eriksson (sv). Elle grandit dans les villes de Stångby et Hörby (sv). Elle étudie à l'université de Lund et de Stockholm. Elle est titulaire d'une licence en français et en italien, d'un master en littérature et d'un master en commerce international, obtenu à Madrid. Elle vit notamment en Espagne et en Italie pendant plusieurs années, travaillant comme interprète et agent commercial, avant de revenir en Suède.
Elle s'inspire de son séjour en Espagne pour écrire le recueil de nouvelles Många människor dör som du qu'elle publie en 2009, et dont l'action se déroule à Barcelone. En 2012, elle publie son premier roman, Bret Easton Ellis et les autres chiens (Bret Easton Ellis och de andra hundarna), un récit féministe qui remporte le prix littéraire du magazine Vi (sv).
En 2016, elle écrit Les Amants polyglottes (De polyglotta älskarna), un roman à tiroirs qui narre la quête d'amour de la narratrice Ellinor, et dont le style rappelle œuvres de Michel Houellebecq. Ce titre est notamment lauréat du prix August.
En 2019, elle publie le drame Köttets tid.
Comme traductrice, elle transpose en suédois les écrits d'auteurs hispanophones tels que Samanta Schweblin, Roberto Bolaño, Karina Sainz Borgo ou Gabriel García Márquez, dont elle a réalisé une nouvelle traduction en suédois du roman Cent Ans de solitude (Cien años de soledad).

## Œuvre
- Många människor dör som du (2009)
- Bret Easton Ellis och de andra hundarna (2012) Publié en français sous le titre Bret Easton Ellis et les autres chiens, traduction d'Anna Gibson, Paris, éditions Gallimard, coll. « Du monde entier », 2019
- De polyglotta älskarna (2016) Publié en français sous le titre Les Amants polyglottes, traduction d'Anna Gibson, Paris, éditions Gallimard, coll. « Du monde entier », 2018
- Köttets tid (2019)
- Djävulsgreppet (2022) Publié en français sous le titre La prise du diable, traduction d’Anna Gibson, Les Argonautes Éditeur, 2024

## Prix et distinctions
Pour Bret Easton Ellis et les autres chiens (Bret Easton Ellis och de andra hundarna) :
- Prix littéraire du magazine Vi (sv) en 2012.
- Nomination au prix littéraire de la Sveriges Radio (sv) en 2013[11].

Pour Les Amants polyglottes (De polyglotta älskarna) :
- Prix August en 2016.
- Prix littéraire Svenska Dagbladets (sv) en 2016[12].
- Nomination au prix des lecteurs du festival des Littératures européennes Cognac en 2018[13].

Pour Köttets tid : 
- Prix littéraire Aftonbladet (sv) 2019[14]
- Prix Aniara (sv) 2020[15]
- Nomination au prix littéraire de la Sveriges Radio (sv) en 2020[16].
- De Nios Vinterpris 2020[17].
- Nomination au prix littéraire Eyvind Johnson (sv) 2020[18].